# Indische Cricket-Nationalmannschaft in England in der Saison 2018
Die Tour der indischen Cricket-Nationalmannschaft nach England in der Saison 2018 fand vom 3. Juli bis zum 11. September 2018 statt. Die internationale Cricket-Tour war Bestandteil der Internationalen Cricket-Saison 2018 und umfasste fünf Tests, drei One-Day Internationals und drei Twenty20s. Indien gewann die Twenty20-Serie 2–1, während England die ODI-Serie 2–1 und Test-Serie 4–1 für sich entscheiden konnte.

## Vorgeschichte
England spielte zuvor eine Tour gegen Pakistan, Indien eine Tour in Irland. Das letzte Aufeinandertreffen der beiden Mannschaften bei einer Tour fand in der Saison 2016/17 in Indien statt.

## Stadion
Das folgende Stadien wurde für die Tour als Austragungsort vorgesehen und am 5. September 2017 bekanntgegeben.
| Stadion                     | Stadt       | Kapazität | Spiele          |
| --------------------------- | ----------- | --------- | --------------- |
| Edgbaston Cricket Ground    | Birmingham  | 24.803    | 1. Test         |
| Bristol County Ground       | Bristol     | 17.500    | 3. T20          |
| Sophia Gardens              | Cardiff     | 15.643    | 2. T20          |
| Headingley Stadium          | Leeds       | 17.000    | 3. ODI          |
| The Oval                    | London      | 23.500    | 5. Test         |
| Lord’s Cricket Ground       | London      | 30.000    | 2. Test; 2. ODI |
| Old Trafford Cricket Ground | Manchester  | 19.000    | 1. T20          |
| Trent Bridge                | Nottingham  | 15.350    | 3. Test; 1. ODI |
| Rose Bowl                   | Southampton | 6.500     | 4. Test         |

## Kaderlisten
Indien benannte seine Twenty20- und ODI-Kader am 8. Mai und seinen Test-Kader am 18. Juli 2018.
England benannte seinen T20I-Kader am 19. Juni und seinen ODI-Kader am 29. Juni und seinen Test-Kader am 26. Juli  2018.
| Test | Test | ODI | ODI | Twenty20 | Twenty20 |
| England | Indien | England | Indien | England | Indien |
| --- | --- | --- | --- | --- | --- |
| - Joe Root (K) - Jos Buttler (VK) - Moeen Ali - James Anderson - Jonny Bairstow (wk) - Stuart Broad - Alastair Cook - Sam Curran - Keaton Jennings - Dawid Malan - Ollie Pope - Jamie Porter - Adil Rashid - Ben Stokes - Chris Woakes | - Virat Kohli (K) - Ajinkya Rahane (VK) - Ravichandran Ashwin - Jasprit Bumrah - Shikhar Dhawan - Ravindra Jadeja - Dinesh Karthik (wk) - Karun Nair - Hardik Pandya - Rishabh Pant (wk) - Cheteshwar Pujara - KL Rahul - Mohammed Shami - Ishant Sharma - Shardul Thakur - Murali Vijay - Kuldeep Yadav - Umesh Yadav | - Eoin Morgan (K) - Moeen Ali - Jonny Bairstow - Jake Ball - Sam Billings - Jos Buttler (wk) - Sam Curran - Tom Curran - Alex Hales - Dawid Malan - Liam Plunkett - Adil Rashid - Joe Root - Jason Roy - Ben Stokes - James Vince - Dacid Willey - Mark Wood | - Virat Kohli (K) - Jasprit Bumrah - Yuzvendra Chahal - Shikhar Dhawan - MS Dhoni (wk) - Shreyas Iyer - Dinesh Karthik (wk) - Siddarth Kaul - Bhuvneshwar Kumar - Hardik Pandya - Axar Patel - KL Rahul - Suresh Raina - Ambati Rayudu - Rohit Sharma - Washington Sundar - Shardul Thakur - Kuldeep Yadav - Umesh Yadav | - Eoin Morgan (K) - Moeen Ali - Jonny Bairstow - Jake Ball - Jos Buttler (wk) - Sam Curran - Tom Curran - Alex Hales - Chris Jordan - Dawid Malan - Liam Plunkett - Adil Rashid - Joe Root - Jason Roy - Ben Stokes - David Willey | - Virat Kohli (K) - Jasprit Bumrah - Yuzvendra Chahal - Deepak Chahar - Shikhar Dhawan - MS Dhoni (wk) - Dinesh Karthik (wk) - Siddarth Kaul - Bhuvneshwar Kumar - Manish Pandey - Hardik Pandya - Krunal Pandya - KL Rahul - Suresh Raina - Rohit Sharma - Washington Sundar - Kuldeep Yadav - Umesh Yadav |

## Tour Match
| 25. – 27. Juli Scorecard | Chelmsford | Indien 395 (100.2) & 89-2 (21.2) | – | Essex 359-8d (94) |
|                          |            | Remis                            |   |                   |

## Twenty20 Internationals

### Erstes Twenty20 in Manchester
| 3. Juli Scorecard | Manchester | England 159-8 (20)           | – | Indien 163-2 (18.2) |
|                   |            | Indien gewinnt mit 8 Wickets |   |                     |

### Zweites Twenty20 in Cardiff
| 6. Juli Scorecard | Cardiff | Indien 148-5 (20)             | – | England 149-5 (19.4) |
|                   |         | England gewinnt mit 5 Wickets |   |                      |

### Drittes Twenty20 in Bristol
| 8. Juli Scorecard | Bristol | England 198-9 (20)           | – | Indien 201-3 (18.4) |
|                   |         | Indien gewinnt mit 7 Wickets |   |                     |

## One-Day Internationals

### Erstes ODI in Nottingham
| 12. Juli Scorecard | Nottingham | England 268 (49.5)           | – | Indien 269-2 (40.1) |
|                    |            | Indien gewinnt mit 8 Wickets |   |                     |

### Zweites ODI in London
| 14. Juli Scorecard | London (Lord’s) | England 322-7 (50)          | – | Indien 236 (50) |
|                    |                 | England gewinnt mit 86 Runs |   |                 |

### Drittes ODI in Leeds
| 17. Juli Scorecard | Leeds | Indien 256-8 (50)             | – | England 260-2 (44.3) |
|                    |       | England gewinnt mit 8 Wickets |   |                      |

## Tests

### Erster Test in Birmingham
| 1. – 4. August Scorecard | Birmingham | England 287 (89.4) & 180 (53) | – | Indien 274 (76) & 162 (54.2) |
|                          |            | England gewinnt mit 31 Runs   |   |                              |

### Zweiter Test in London
| 9. – 12. August Scorecard | London (Lord’s) | Indien 107 (35.2) & 130 (47)                   | – | England 396-7d (88.1) |
|                           |                 | England gewinnt mit einem Innings und 159 Runs |   |                       |

### Dritter Test in Nottingham
| 18. – 22. August Scorecard | Nottingham | Indien 329 (94.5) & 352-7d (110) | – | England 161 (38.2) & 317 (104.5) |
|                            |            | Indien gewinnt mit 203 Runs      |   |                                  |

### Vierter Test in Southampton
| 30. August – 2. September Scorecard | Southampton | England 246 (76.4) & 271 (96.1) | – | Indien 273 (84.5) & 184 (69.4) |
|                                     |             | England gewinnt mit 60 Runs     |   |                                |

### Fünfter Test in London
| 7. – 11. September Scorecard | London (Oval) | England 332 (122) & 423-8d (112.3) | – | Indien 292 (95) & 345 (94.3) |
|                              |               | England gewinnt mit 118 Runs       |   |                              |